# کلاشترتس ناد اورلیتسی
کلاشترتس ناد اورلیتسی (به چکی: Klášterec nad Orlicí) یک منطقهٔ مسکونی در جمهوری چک است که در ناحیه اوستی ناد اورلیتسی واقع شده‌است. کلاشترتس ناد اورلیتسی ۱۷٫۹۱ کیلومتر مربع مساحت و ۸۸۷ نفر جمعیت دارد و ۴۹۰ متر بالاتر از سطح دریا واقع شده‌است.